# Islas Tres Reyes
Islas Tres Reyes es el nombre que recibe una archipiélago en el país asiático de Filipinas. Está conformado por tres islas al suroeste de la mucho más grande isla de Marinduque, al sur de la Punta Catala, al este de la isla de Mindoro y al oeste de la localidad de Buenavista, en las coordenadas geográficas 13°01′18″N 121°55′42″E / 13.02167, 121.92833.
Administrativamente dependen de la provincia de Marinduque en la región filipina de Mimaropa (Región IV-B).

## Islas
- Isla Gaspar[4]
- Isla Melchor[5]
- Isla Baltasar[6]